# Куликов, Виталий Евгеньевич
Вита́лий Евге́ньевич Кулико́в (р. 14 октября 1978, Ленинград) — российский актёр театра и кино.

## Биография
Окончил Академию русского балета им. А. Я. Вагановой в 1996 году и Санкт-Петербургскую государственную академию театрального искусства в 2004 году (курс С. И. Паршина). До 2000 года работал в Санкт-Петербургском государственном академическом Театре балета Бориса Эйфмана. С 2004 года — актёр Академического Малого Драматического театра – Театра Европы. С 2006 года — актёр Санкт-Петербургского академического театра имени Ленсовета. Также был занят в спектаклях Санкт-Петербургского государственного драматического театра «Приют комедианта».

## Театральные работы

### Роли в театре Приют комедианта
- Стеклянный зверинец (Т. Уильямс, реж. Е. Чёрная) — Джим О’Коннор
- Проделки Скапена (Мольер, реж. И. Коняев) — Скапен
- Пиль. Комическое представление (А. Чехов, реж. И. Коняев) — Михей Егорыч Обтемперанский
- Три товарища

### Роли в театре им. Ленсовета
- Король, дама, валет (В. Набоков, реж. В. Пази) — Франц
- Кабаре (Джон Кaндер, Фрэд Эбб, реж. В. Пази) — официант, матрос
- Кровать для троих (М. Павич, реж. В. Петров.) — Петр, Тот
- Варвары (М. Горький, реж. А. Нордштрем) — Ивакин
- Добрый человек из Сычуани (Б. Брехт, реж. Г. Тростянецкий, 2008) — Ван, водонос
- Мера за меру (У. Шекспир, реж. В. Сенин) — Лючио
- Трамвай «Желание» (Т. Уильямс, реж. О. Леваков) — Молодой человек
- Приглашение в замок (Ж. Ануй, реж. В. Пази) — Патрис Бомбель
- Казимир и Каролина (Эден фон Хорват, реж. М. Романова) — Франц
- Смешные деньги (Р. Куни, реж. О. Леваков) — Билл
- Заповедник (С. Довлатов, реж. В. Сенин) — Толик
- Макбет.  Кино.  (У. Шекспир, реж. Ю. Бутусов) — Дункан, убийца
- На всякого мудреца довольно простоты (А. Н. Островский, реж. В. Сенин) — Егор Дмитрич Глумов
- Ревизор (Н. В. Гоголь, реж. С. Федотов) — Хлестаков
- Смерть коммивояжера (А. Миллер, реж. О. Ерёмин) — Биф
- Три сестры (А. Чехов, Ю. Бутусов) — Андрей Прозоров
- Сон об осени (Ю. Фоссе, реж. Ю. Бутусов) — Мужчина
- Гамлет (У. Шекспир, реж. Ю. Бутусов) — Призрак
- Русская матрица (реж. А. Прикотенко) - Отец
- Утиная охота (А. Вампилов, реж. Р. Кочержевский)
- Мёртвые души (Н. Гоголь, реж. Р.Кочержевский) - Собакевич, Чичиков

## Фильмография
- 2002 --- У нас все дома
- 2005 --- Тамбовская волчица (Никита)
- 2006 --- Секретная служба Его Величества (Кулагин)
- 2006 --- Синдикат (Молодой химик)
- 2006 --- Ментовские войны - 3 (Эдик Стеклов)
- 2007 --- Улицы разбитых фонарей-8 (Хозяин дома)
- 2008 --- Дорожный патруль 2 (Филипп Леонтьев, швейцар)
- 2008 --- Взятки гладки
- 2009 --- Тайны следствия - 8 (Анатолий Грачёв, киллер)
- 2009 --- Возвращение Синдбада (Даниэль)
- 2010 --- Дознаватель (Иван)
- 2010 --- Петля (Семён)
- 2010 --- Врач (Павел Шитиков)
- 2010 --- Половое покрытие (Андрей)
- 2012 --- Литейный - 7 (Юрий Бабенко)
- 2013 --- Ковбои (Татос)
- 2013 --- Слёзы гнева
- 2013 --- Посредник (Володя, стилист)
- 2014 --- Лучшие враги (Константин Зайцев)
- 2014 --- Тальянка (Хореограф)
- 2014 --- Береговая охрана - 2 (Банчуков, следователь)
- 2014 --- Невский (Вадим Лаврентьев)
- 2014 --- Чужой район - 3 (Егор Погорелов)
- 2015 --- Высокие ставки (оперативник)
- 2015 --- Морские дьяволы. Смерч - 2 (Виталий Измайлов)
- 2015 --- Улицы разбитых фонарей - 15 (Леонид Родионов)
- 2015 --- Фантазия белых ночей (Сергей Тарасов, артист балета)
- 2016 --- Что и требовалось доказать (Иван Васильев)
- 2018 --- Купчино (Задорожный, сотрудник КГБ)
- 2018 --- Мажор 3 (риелтор)
- 2018 --- Реализация (Смирнов)
- 2019 --- Любовь по контракту (Павел)
- 2019 --- Тайны следствия - 19 (Кудашов)
- 2020 --- Адмиралы района (Дмитрий Афанасьевич Кондрашов, майор УСБ МВД)
- 2021 --- Вертинский (эпизод)
- 2021 --- Практикант-2 (Морозов)
- 2021 --- Чиновница (капитан полиции)
- 2022 --- Карамора (приятель Мельникова)
- 2022 --- Лихач-2 (Бурлак)

## Награды
В 2005 году стал лауреатом высшей петербургской театральной премии «Золотой софит» в номинации «Лучший дебют сезона» за исполнение роли Скапена в спектакле «Проделки Скапена» Театра «Приют комедианта». Также выдвигался на премию «Золотой софит» за исполнение роли Хлестакова в спектакле «Ревизор».